# Хрокин, Александр Юрьевич
Александр Юрьевич Хрокин (родился 10 июля 1976 в Москве) — российский регбист, выступавший на позиции пропа. Мастер спорта России международного класса.

## Биография
Всю свою карьеру провёл в команде «ВВА-Подмосковье», став незаменимым игроком основного состава клуба. Семикратный чемпион России. Первую игру за сборную Хрокин провёл 24 сентября 1994 против Швеции. Последний матч отыграл 25 сентября 2011 против Ирландии. Провёл 76 игр за сборную, набрал 35 очков. Серебряный призёр Кубка европейских наций 2009/2010. Участник Кубка мира по регби 2011 года.
В настоящее время Хрокин является тренером по регби в московской школе «СШОР по игровым видам спорта». Выпускник Московской государственной академии физической культуры по специальности «Физическая культура и спорт» (2003). Награжден двумя медалями «За отличие в военной службе» II и III степеней, знаками Губернатора Московской области «Во славу спорта», «За труды и усердие», «Благодарю», «За полезное», а также грамотой от Главкома ВВС РФ «За высокие спортивные достижения». Награждён почетным знаком Министерства физической культуры и спорта Московской области «За заслуги в развитии физической культуры и спорта Московоской области» в 2017 году.
Женат, есть двое детей. Работает тренером нападающих в сборной России по регби (до 19 лет).